# The Fame Monster
The Fame Monster – deutsch: Das Ruhmungeheuer – ist die dritte EP der US-amerikanischen Sängerin Lady Gaga und wurde am 20. November 2009 veröffentlicht. Ursprünglich sollten die acht Lieder des Albums als Wiederveröffentlichung ihres Debütalbums The Fame veröffentlicht werden.
Lady Gaga wirkte als Autorin und als Koproduzentin an allen Liedern mit. Weitere Produzenten, die an dem Album mitwirkten, waren RedOne, Space Cowboy, Fernando Garibay, Darkchild und Ron Fair. Inhaltlich beschäftigt es sich mit der dunklen Seite des Ruhms, welche Gaga im Laufe von 2008 bis 2009 erlebte, während sie um die Welt reiste. Sie werden durch Monster-Metaphern ausgedrückt. Das Album wurde von Musikkritikern überwiegend positiv aufgenommen, erhielt einen Grammy und erreichte Top-10-Platzierungen in diversen Ländern. Um das Album zu bewerben, begann Lady Gaga ihre zweite Welttournee mit dem Namen The Monster Ball Tour.

## Hintergrund
Während der gemeinsamen Markteinführung ihrer Kopfhörer mit Dr. Dre kommentierte Lady Gaga, dass sie die Veröffentlichung eines neuen Albums plane. Sie sagte:

„Ich denke, Wiederveröffentlichungen sind unfair […] Künstler veröffentlichen Singles, in dem Bemühen, das Album über Wasser zu halten. Ursprünglich wollte meine Plattenfirma nur drei Singles veröffentlichen, und jetzt sind es viel mehr als das. Es hat den Wert eines neuen Albums.“

Was den Namen des Albums anbelangt, war es nach Angaben der Sängerin ein Zufall, dass die Platte den gleichen Namen wie die Schöpfer und Vertreiber von den Kopfhörern "Heartbeats", Monster Cable Products, trägt. Lady Gaga erklärte weiter: „Ich bin besessen von Monster-Filmen und von dem Zerfall der Berühmtheit, und die Art und Weise, wie Ruhm ein Monster in der Gesellschaft ist! Darum geht es in meinem neuen Album, und so passte es irgendwie perfekt.“
Lady Gaga schrieb die Texte, welche die dunklen Seiten des Ruhms behandeln, nach eigenen Angaben auf ihrer Tour The Fame Ball:

Lady Gaga singt So Happy I Could Die auf der Monster Ball Tour (2010)

„Während ich fast zwei Jahre um die Welt gereist bin, habe ich einige Monster getroffen… Jedes davon wird von einem anderen Song auf dem neuen Album repräsentiert: Meine Angst vor dem Sexmonster, meine Angst vorm Alkoholmonster, meine Angst vorm Liebesmonster, meine Angst vorm Todesmonster.“

Sie kommentierte auch, dass sich die neuen Songs nicht mit Geld oder Ruhm auseinandersetzen werden, denn es geht um alles was dazwischen ist. Gaga beschrieb die Stimmung von The Fame und The Fame Monster als Gegensätze, und verglich sie jeweils mit Yin und Yang.

## Veröffentlichung
The Fame Monster wurde erstmals am 20. November 2009 veröffentlicht. Es ist in drei Editionen erhältlich: Die erste enthält acht neue Lieder, die zweite Edition (auch als Deluxe Edition bezeichnet) enthält neben den acht Songs von The Fame Monster auch ihr komplettes Debüt-Album The Fame, welches zusätzlich noch den auf der japanischen Pressung von The Fame enthaltenen Bonus-Track Retro, Dance, Freak enthält. Die dritte Version, bekannt als Super Deluxe Edition, beinhaltet neben den beiden Alben einen Bildband, 3D-Brillen, Papierpuppen, ein Puzzle, Bilderstrecken und eine Locke von Lady Gagas Perücke als Lesezeichen.
Für den der Super Deluxe Edition beiliegenden Bildband ließ sich Lady Gaga von kreativen Ideen ihrer Fans inspirieren. Das Buch beinhaltet Fotos, Gedichte und Zeichnungen ihrer Fans und Fotos, die Lady Gaga und das Haus of Gaga auf ihren Reisen gemacht haben, wie z. B. das Foto für das sie wegen ihres Leder-Outfits in der Basiliuskathedrale fast verhaftet worden wäre.
Ursprünglich wollte man den Preis des Albums wegen der neuen Songs erhöhen. Lady Gaga handelte jedoch mit ihrer Plattenfirma aus, dass das Album komplett neu aufgeteilt und auch zum halben Preis erscheinen soll. In der Sendung Wetten, dass..? begründete sie dies damit, dass sie dies für ihre Fans tun wolle.
Am 22. Oktober 2010 ist The Fame Monster in Deutschland als Einzel-CD erschienen vorher war die "8-Track-Version" von The Fame Monster nur als Download verfügbar und erschien am 20. November 2009 wie die Deluxe Edition mit The Fame. Die Deluxe-Edition ist dabei zensiert; das dreimalig vorkommende Wort "Bitch" wurde zu "Bit" verkürzt. Auf der 8-Track-Edition sind alle Lieder unzensiert.

## Inhalt

### Artwork
Der Designer und Fotograf Hedi Slimane war zuständig für das Cover-Artwork. Eines zeigt Gaga mit einer blonden Perücke und einem schwarzen Mantel, das andere zeigt Gaga mit braunen Haaren und übermäßigem Eyeliner, der an ihrem Gesicht herunterläuft.
In Bezug auf das Cover sagte Lady Gaga, dass sie sicherstellen wollte, dass der Stil dunkler und kantiger wird als alles andere, was sie vorher gemacht hatte. Jedoch fand ihre Plattenfirma, dass das brünette Cover viel zu verwirrend und dunkel sei, und sie sagten, das Cover wäre zu wenig Pop. Gaga antwortete:

„Ihr wisst nicht, was Pop ist, denn jeder sagte mir, ich war nicht Pop im letzten Jahr, und nun schaut her! Also sagt mir nicht, was Pop ist – ich weiß was Pop ist. […] Es ist lustig, denn ich kämpfte und kämpfte und kämpfte, und hatte dann zwei Cover, weil ich diese Yin-und-Yang-Präsentation mit den Covern machen wollte. […] Ich will nicht ein glamouröses Foto von mir, wie ich an mir reibe wie jedes andere blonde Mädchen. Ich möchte, dass meine Fans das Bild sehen, und sagen: ‚Ich fühle mich, wie sie sich fühlt.‘“

### Komposition
The Independent stellte fest, dass der erste Song des Albums, Bad Romance, den Ton für das Album festlegt, dessen dominierende Atmosphäre und Ästhetik von der Gothic-Kultur beeinflusst wurde. Der Refrain von Bad Romance hat Ähnlichkeiten zu Boney M und die Musik erinnert an Depeche Modes fünftes Album Black Celebration (1986). Im fünften Song des Albums, Dance in the Dark, zitiert Gaga Persönlichkeiten, die durch einen tragischen Tod ihr Leben verloren, namentlich sind das Marilyn Monroe, Judy Garland, Sylvia Plath, JonBenét Ramsey, Lady Diana, Liberace, Stanley Kubrick und Jesus von Nazaret. Es geht um ein Mädchen, welches sich beim Sex unwohl fühlt. Während sie über den Song sprach, sagte Gaga:

„Sie will nicht, dass ihr Mann sie nackt sieht. Sie wird frei sein, und sie wird ihr inneres Tier herauslassen, aber nur wenn die Lichter aus sind.“

Die Ballade Speechless ist eine Art „Bitte“ an ihren herzkranken Vater, eine Operation durchführen zu lassen. Gaga erklärte in einem Interview im November 2009, dass ihr Vater, Joseph Germanotta, rund 15 Jahre lang an einem Herzleiden litt. Sie sagte:

„Mein Vater rief mich an, nachdem er ein paar Drinks hatte, und ich wusste nicht, was ich sagen soll. Ich war sprachlos und ich fürchtete, ich würde ihn verlieren, und ich würde nicht da sein.“

So Happy I Could Die ist ein Liebeslied, aber das Objekt der Zuneigung wird Lady Gaga selbst, als sie über das Trinken, Tanzen, Beobachten und das Berühren von sich selbst redet. Alejandro enthält Elemente der Musik von ABBA und Ace of Base, und ist eine Hommage an die schwule Liebe. In Telephone geht es darum, im übertragenen Sinne keine Luft mehr zu bekommen, das Leben nicht genießen zu können.

## Titelliste

Lady Gaga singt „Bad Romance“ auf der Monster Ball Tour

- 1. Bad Romance (Lady Gaga, RedOne) (4:54)
- 2. Alejandro (Lady Gaga, RedOne) (4:34)
- 3. Monster (Lady Gaga, RedOne) (4:09)
- 4. Speechless (Lady Gaga, Ron Fair) (4:30)
- 5. Dance in the Dark (Lady Gaga, Fernando Garibay) (4:48)
- 6. Telephone (feat. Beyoncé) (Lady Gaga, Darkchild) (3:40)
- 7. So Happy I Could Die (Lady Gaga, RedOne) (3:55)
- 8. Teeth (Lady Gaga, Teddy Riley) (3:40)
- 9. Bad Romance (Starsmith Remix) (4:55) (Nur US und Kanada Download-Album)[22]

Deluxe Edition
- Die Deluxe und Super Deluxe Edition enthalten als zweite CD das Debütalbum The Fame.

Bonustracks
- 15. Disco Heaven (Lady Gaga, Fusari, Tom Kafafian) (Internationale Edition) (3:42)[23]
- 16. Again Again (Lady Gaga, Fusari) (UK, japanische und australische Edition) (3:04)[23]
- 17. Retro, Dance, Freak (Lady Gaga, Fusari) (Mexikanische, deutsche, japanische und brasilianische Edition) (3:22)[23][24][25]

Limitierter USB-Stick
- 1.–8. The Fame Monster (34:09)
- 9. Bad Romance (Starsmith Remix) (4:55)
- 10. Telephone (Passion Pit Remix) (5:12)
- 11. Paparazzi (Demolition Crew Remix Radio Edit) (3:55)
- 12. Just Dance (Deewaan Remix) (4:18)
- 13. Love Game (Robot To Mars Remix) (3:13)
- 14. Eh, Eh (Nothing Else I Can Say) (FrankMusik "Cut Snare Edit" Remix) (3:47)
- 15. Pokerface (Live From The Cherrytree House) (3:38)
- 16. Bad Romance (Grum Remix) (4:50)
- 17. Telephone (Alphabeat Remix) (4:48)
- 18. Just Dance (Musikvideo) (4:01)
- 19. Poker Face (Musikvideo) (3:57)
- 20. LoveGame (Musikvideo) (3:35)
- 21. Eh, Eh (Nothing Else I Can Say) (Musikvideo) (3:03)
- 22. Beautiful Dirty Rich (Musikvideo) (3:03)
- 23. Paparazzi (Musikvideo) (7:45)
- 24. Bad Romance (Musikvideo) (5:13)
- 25. Telephone (Musikvideo) (9:31)
- Anmerkung: Enthält ein digitales Booklet, Single Covers, eine Fotogalerie und Webseiten.[26]

## Singleauskopplungen
| Jahr | Titel                | Höchstplatzierung, Gesamtwochen, AuszeichnungChartplatzierungen (Jahr, Titel, , Platzierungen, Wochen, Auszeichnungen, Anmerkungen) | Höchstplatzierung, Gesamtwochen, AuszeichnungChartplatzierungen (Jahr, Titel, , Platzierungen, Wochen, Auszeichnungen, Anmerkungen) | Höchstplatzierung, Gesamtwochen, AuszeichnungChartplatzierungen (Jahr, Titel, , Platzierungen, Wochen, Auszeichnungen, Anmerkungen) | Höchstplatzierung, Gesamtwochen, AuszeichnungChartplatzierungen (Jahr, Titel, , Platzierungen, Wochen, Auszeichnungen, Anmerkungen) | Höchstplatzierung, Gesamtwochen, AuszeichnungChartplatzierungen (Jahr, Titel, , Platzierungen, Wochen, Auszeichnungen, Anmerkungen) | Anmerkungen                                                                |
| Jahr | Titel                | DE | AT | CH | UK | US | Anmerkungen                                                                |
| --- | -------------------- | --- | --- | --- | --- | --- | -------------------------------------------------------------------------- |
| 2009 | Bad Romance          | DE1 ×3Dreifachgold · (44 Wo.)DE | AT1 ×2Doppelplatin · (32 Wo.)AT | CH2 Platin · (48 Wo.)CH | UK1 ×3Dreifachplatin · (57 Wo.)UK                                                                                                   | US2 Diamant + Platin · (35 Wo.)US                                                                                                   | Erstveröffentlichung: 25. Oktober 2009 Verkäufe: + 15.882.706              |
| 2010 | Telephone            | DE3 Gold · (22 Wo.)DE | AT3 Platin · (24 Wo.)AT | CH4 Gold · (24 Wo.)CH | UK1 ×2Doppelplatin · (52 Wo.)UK | US3 ×5Fünffachplatin · (33 Wo.)US                                                                                                   | Erstveröffentlichung: 26. Januar 2010 Verkäufe: + 9.547.342; feat. Beyoncé |
| 2010 | Alejandro            | DE2 Platin · (34 Wo.)DE | AT2 Platin · (25 Wo.)AT | CH3 Platin · (38 Wo.)CH | UK7 Platin · (26 Wo.)UK | US5 ×4Vierfachplatin · (23 Wo.)US                                                                                                   | Erstveröffentlichung: 20. April 2010 Verkäufe: + 6.395.000                 |
| 2010 | Dance in the Dark    | — | — | — | UK89 (1 Wo.)UK | — | Erstveröffentlichung: 26. Juli 2010 Verkäufe: + 70.000                     |
| Folgende Lieder erschienen nicht als Single, wurden aber durch das Album zum Download und Streaming bereitgestellt und konnten somit eine Platzierung erlangen: |                      | | | | | |                                                                            |
| |                      | | | | | |                                                                            |
| 2009 | Monster              | — | — | — | UK68 (1 Wo.)UK | US— GoldUS | Charteinstieg: 5. Dezember 2009 Verkäufe: + 535.000                        |
| 2009 | So Happy I Could Die | — | — | — | UK84 (1 Wo.)UK | — | Charteinstieg: 5. Dezember 2009                                            |
| 2009 | Speechless           | — | — | — | UK88 (1 Wo.)UK | US94 Gold · (1 Wo.)US | Charteinstieg: 12. Dezember 2009 Verkäufe: + 500.000                       |

## Rezeption

### Preise
2010 gewann Gaga den Outstanding Music Artist Award für The Fame Monster während der 21. GLAAD Media Awards. Das Album und seine Songs waren für sechs Grammys bei den Grammy Awards 2011 nominiert gewesen. Die EP als Ganzes wurde in der Kategorie Album of the Year nominiert und gewann den Grammy für Best Pop Vocal Album. Die Single Bad Romance gewann jeweils einen Grammy in der Kategorie Best Female Pop Vocal Performance und Best Short Form Music Video; die Single Telephone wurde in der Kategorie Best Pop Collaboration with Vocals, und Dance in the Dark in der Kategorie Best Dance Recording nominiert.

### Rezensionen
Bei Metacritic erhielt das Album eine Bewertung von 77 % („generally favorable“, „im Wesentlichen positiv“), basierend auf 13 Kritiken.
In der Rezension im Rolling Stone erhält das Album dreieinhalb (von fünf möglichen) Sternen. Weiter schreibt dort der Kritiker Jon Dolan: „Die Hälfte der Stücke sind Madonna-Imitate. Doch das ist Teil des Konzepts. Ruhmesmonster müssen sich nicht mit Originalität beschäftigen.“ Im Cineasten-Treff wird das Album kritisch besprochen: Die „Songs sind ordentlich produzierter Dancefloor-Pop – nicht mehr und nicht weniger. Und eben nur Teil der großen Inszenierung des Projekts Lady Gaga. Da hat Madonna (bislang) doch noch mehr drauf.“
Kritiker Robert Christgau lobte Lady Gaga für ihr Songwriting und gab dem Album die Bewertung „A-“. Bill Lamb von About.com gab dem Album fünf von fünf möglichen Sternen und sagte: „The Fame Monster ist das überzeugendste Pop-Stück in den letzten Jahren. Es gibt klare Anzeichen des Einflusses von einigen der Top-Pop Frauen der Vergangenheit wie Madonna, Annie Lennox und Debbie Harry, aber Lady Gaga macht das Album eindeutig ihr Eigen. Ist dies die Richtung des zeitgenössischen Pop, sind wir in der Tat in guten Händen.“

## Kommerzieller Erfolg

### Chartplatzierungen
In den Vereinigten Staaten platzierte sich The Fame Monster als Einzel-CD mit 174.000 verkauften Einheiten auf Platz fünf der Billboard 200, während sich die Doppel-CD mit The Fame mit 151.000 verkauften Einheiten auf Platz sechs platzieren konnte. Außerdem erreichte das Album Platz eins der Top Digital Albums Charts und Platz eins der Dance/Electronic Albums Charts, womit das Album die Originalversion von The Fame vom ersten Platz verdrängte. In Kanada platzierte sich das Album auf Platz zwei der Albumcharts.
In vielen Ländern wurde The Fame Monster als Re-Release des Debütalbums The Fame gewertet, zu dem auch die Chartplatzierungen zählten. Als solches stieg es in Dänemark, Deutschland, Irland und dem Vereinigten Königreich in die Top 10 der Albumcharts ein und erreichte in den letzteren drei Ländern Platz eins. In Australien und Neuseeland stieg das Album als Re-Release des Debüt-Albums in die Top 10, doch die Verkäufe wurden später als eigenes Album gezählt. In beiden Ländern erreichte das Album Platz eins und wurde mehrfach mit Platin ausgezeichnet.
Nach einem Konzert in Japan stieg The Monster auf Platz drei und The Fame gleichzeitig auf Platz neun auf, womit es Lady Gaga seit Bruce Springsteen 1992 erstmals wieder einem westlichen Solokünstler gelang, zwei Werke gleichzeitig in den japanischen Top 10 platzieren zu können – als letzte westliche Solokünstlerin schaffte dies Madonna 1985. Kurz darauf erreichte The Monster Platz zwei.
| ChartsChartplatzierungen       | Höchstplatzierung | Wochen |
| ------------------------------ | ----------------- | ------ |
| Vereinigte Staaten (Billboard) | 5 (74 Wo.)        | 74     |

| ChartsJahrescharts (2010)      | Platzierung |
| ------------------------------ | ----------- |
| Vereinigte Staaten (Billboard) | 13          |

### Auszeichnungen für Musikverkäufe
Im Januar 2010 wurde das Album in den USA für 1.000.000 verkaufte Einheiten mit einer Platin-Schallplatte ausgezeichnet. Bis heute erreichte es dort Fünffach-Platin.
| Land/Region                 | Auszeichnungen für Musikverkäufe (Land/Region, Auszeichnung, Verkäufe) | Verkäufe  |
| --------------------------- | ---------------------------------------------------------------------- | --------- |
| Australien (ARIA)           | 4× Platin                                                              | 280.000   |
| Belgien (BRMA)              | 2× Platin                                                              | (60.000)  |
| Dänemark (IFPI)             | 5× Platin                                                              | (100.000) |
| Europa (IFPI)               | 3× Platin                                                              | 3.000.000 |
| Finnland (IFPI)             | Platin                                                                 | (32.922)  |
| Golf-Kooperationsrat (IFPI) | Gold                                                                   | 3.000     |
| Kanada (MC)                 | Diamant                                                                | 800.000   |
| Malaysia (RIM)              | 12× Platin                                                             | 180.000   |
| Neuseeland (RMNZ)           | 10× Platin                                                             | 150.000   |
| Niederlande (NVPI)          | 2× Platin                                                              | (100.000) |
| Norwegen (IFPI)             | 13× Platin                                                             | (390.000) |
| Polen (ZPAV)                | Diamant                                                                | (100.000) |
| Russland (NFPF)             | 4× Platin                                                              | (80.000)  |
| Schweden (IFPI)             | Platin                                                                 | (40.000)  |
| Singapur (RIAS)             | Platin                                                                 | 10.000    |
| Vereinigte Staaten (RIAA)   | 5× Platin                                                              | 5.000.000 |
| Insgesamt                   | 1× Gold · 62× Platin · 2× Diamant ·                                    | 9.443.000 |

Hauptartikel: Lady Gaga/Auszeichnungen für Musikverkäufe